# クアンザ・スル州
クアンザ・スル州（クアンザ・ノルテしゅう、ポルトガル語: Província do Cuanza Sul）とはアンゴラの州である。55,500平方キロメートルの面積を擁し、人口は約188万人である。州都はスンベ。州名はポルトガル語で南クアンザを意味する。

## 隣接州
- ルアンダ州
- クアンザ・ノルテ州
- マランジェ州
- ビエ州
- ウアンボ州
- ベンゲラ州

## ムニシピオ
- アンボイン（ポルトガル語版）
- カソンゲ（英語版）
- Cela（ワク＝クンゴ（英語版））
- エボ（英語版）
- コンダ（英語版）
- リボロ（英語版）
- ムセンデ（英語版）
- ポルト・アンボイン（英語版）
- キバラ（英語版）
- キレンダ（英語版）
- セレス（英語版）
- スンベ